# 意大利左翼

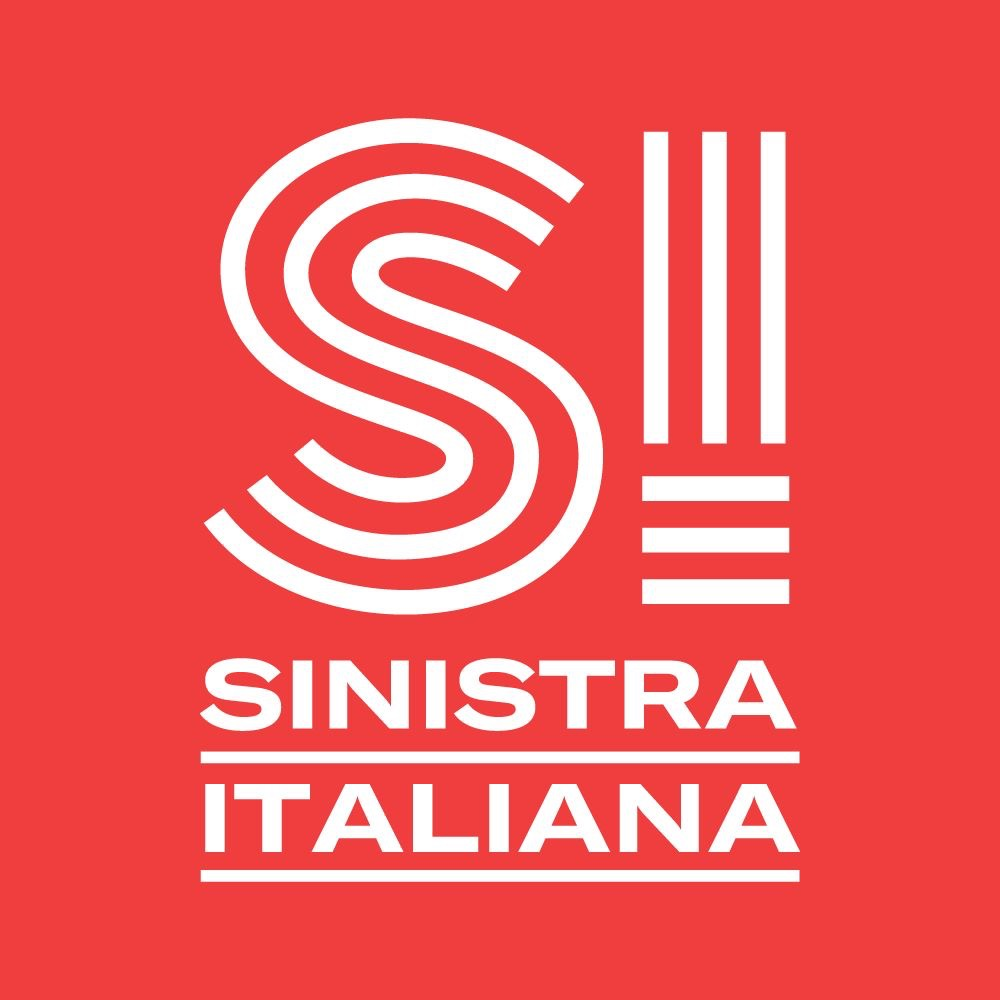
義大利左翼標誌

意大利左翼（義大利語：Sinistra Italiana，缩写为SI）是意大利的一个左翼政党。该党成立于2017年2月19日，由左翼生态自由、未来归左翼等党派的成员共同建立。该党的意识形态是民主社会主义、生态社会主义。该党的主席是尼基·文多拉，书记是尼古拉·弗拉托伊安尼。该党的总部位于罗马。该党是绿党和左翼联盟的成员，还是现在人民的成员以及欧洲左翼党的观察员党。
该党是左翼生态自由党的继承人，这是一个存在于2009年至2016年的左翼、生态学家和自由主义政治组织。
自2022年7月以来，意大利左翼一直与绿色欧洲在生态社会主义启发下的选举名单和政治联盟“绿党和左翼联盟”中结盟。
该党的青年组织是左翼青年联盟（UGS）。

## 历史

### 运动和议会团体
意大利左翼运动于2015年11月7日在罗马基里诺剧院诞生，当时约有三千人参加了集会。11月9日，它在众议院的一个议会小组中成立，名为“意大利左翼-左翼生态自由”，由阿尔图罗·斯科托担任组长，共有32名代表：25名属于左翼生态自由，6名脱离民主党的代表（斯特法诺·法西纳、阿尔弗雷多·达托雷、卡洛·加里、吉奥瓦娜·马尔泰利、莫妮卡·格雷戈里和文森佐·弗里诺）和克劳迪奥·法瓦（已与SEL一起当选，然后转入混合小组）。在参议院，同一党派于2016年3月4日成立，是由八名参议员组成的混合团体的内部成员：5名属于SEL，2名属于另一个欧洲和齐普拉斯（法布里奇奥·博奇诺和弗朗切斯科·坎帕内拉，与五星运动一起当选），一名来自民主党（科拉迪诺·米内奥）。

### 2016年世界政治活动、公投和行政
2016年2月，在罗马会议宫举行的“世界政治”启动三天后，意大利左翼试图发动左翼选民，在春季的地方选举中，意大利左翼在各个城市的选举中表现得非常不同，在罗马，他们支持斯特凡诺·法西纳在“左翼为罗马”名单上，以及公民为法西纳市长的公民名单上，获得了约4%的名单和4.5%的市长候选人选票，因此在允许法西纳参加市议会的同时，没有选举出任何市议员。
在那不勒斯，意大利左翼——更具体地说，SEL与意大利重建共产党、意大利共产党人党、另一个欧洲和齐普拉斯、可能和其他左翼团体一起，也得到了CARC和反资本主义左翼的支持——创建了一个“那不勒斯共同为左翼”的选举联盟，以支持即将离任的市长路易吉·德·马吉斯特里斯，他在第一轮中获得了42.82%的选票，并以66.85%的选票击败了意大利力量党候选人（詹尼·莱迪埃里）。
在博洛尼亚，支持费德里科·马泰罗尼的联盟（意大利左翼是其中的一部分）获得了7.12%的选票，并在重新确认的市长维尔吉尼奥·梅洛拉的中左翼联盟之外选举了两名市议员。在都灵，焦尔焦·阿伊劳多市长的候选人资格在第一轮以3.70%结束。
在卡利亚里和米兰，中左翼联盟没有分裂，在这两次选举中都获胜：在卡利亚里，左翼生态自由的投票率达到7.84%，并选出四名市议员，而在米兰，由左翼生态自由支持的左翼为米兰获得接近4%的选票，选出两位市议员。
在其他城市中，塞斯托-菲奥伦蒂诺的结果意义重大，意大利左翼的洛伦佐·法尔基在投票中击败了民主党候选人（洛伦佐·赞比尼），拿到超过65%的选票，而意大利左翼-塞斯托·菲奥伦蒂诺是得票率第二多的名单，获得17.54%的选票。
意大利左翼公开反对伦齐政府，支持2016年关于海上钻探的“赞成”公投，该公投将废除《稳定法》中允许在采矿特许权的油气田在意大利海岸12英里内枯竭之前续期的部分，但公投没有达到法定人数，只有31.19%的选民投票。
意大利左翼后来支持对2016年意大利宪法公投投反对票，担心参议院改革和新的选举法（Italicum）与强大的多数奖励相结合可能会导致议会特权的过度减少，并在没有正确制衡的情况下混淆立法机关和行政机关。

### 2017年创建大会

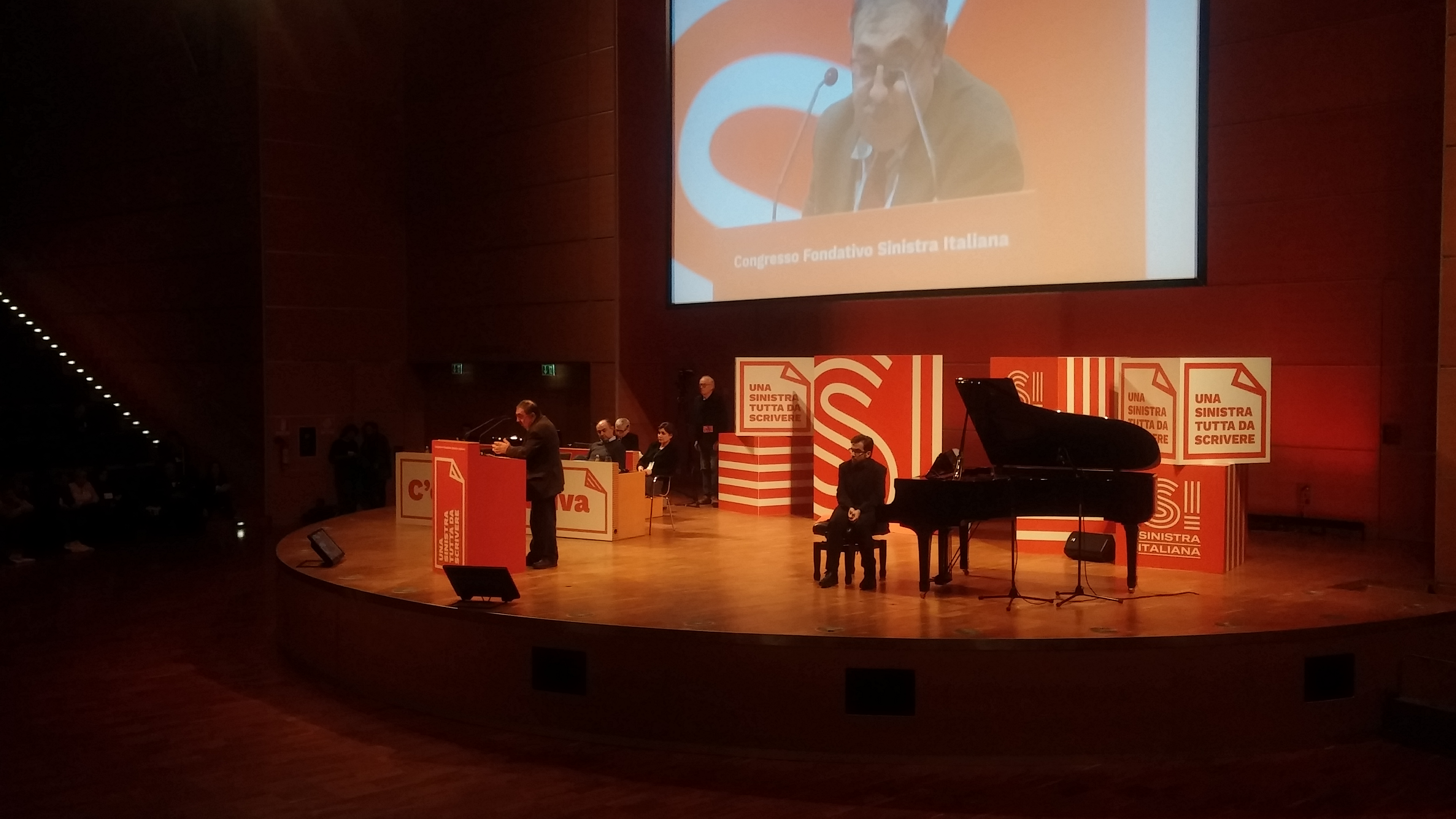
法比奥·穆西在创建大会上发言

意大利左翼是在2017年2月17日至19日在里米尼举行的成立大会期间正式成为一个政党，该大会以尼古拉·弗拉托亚尼当选为秘书而结束，朱塞佩·奇瓦蒂、路易吉·德·马吉斯特里斯、毛里齐奥·阿塞尔博、希腊激进左翼联盟、西班牙我们能和其他欧洲左翼党的代表作为嘉宾出席大会。在会议期间，还放弃了阿尔图罗·斯科托（意大利左翼在议会的团体领袖）领导的一名成员，这对新组织的政治方法持批评态度，该组织先验地排除了未来与伦齐领导的民主党的任何联盟，试图建立一个遵守第一条——民主进步运动的新中左翼。玛丽亚·皮亚·皮佐兰特、马尔科·福尔法罗、马西米利亚诺·斯梅里利奥（拉齐奥地区副主席）和西蒙内·奥琼尼以及17名议员也是这些立场的支持者，其中包括意大利左翼国家行动小组前协调员阿尔弗雷多·达托雷。
2017年3月9日，意大利左翼和可能宣布在众议院进行合并。
2017年5月30日，参议员弗朗切斯科·坎帕内拉离开意大利左翼，加入了第一条。
2017年6月24日，意大利左翼以观察员身份加入欧洲左翼党。

### 西西里地区选举，自由与平等的力量测试
在2017年11月5日的西西里地区选举中，左翼支持克劳迪奥·法瓦（MDP议员，也已经是意大利左翼成员）作为左翼联盟的一部分竞选区主席，该联盟期待一个月后在国家投票中举行的自由与平等，以及与第一条、重建共产党、可能和绿党的联合。意大利左翼与支持法瓦的其他政党组成了统一名单“为西西里的一百步”，以克服西西里选举法规定的5%的障碍。

### 2018-2019年地区选举，放弃自由和平等项目
2017年11月，意大利左翼与“可能”和“第一条-民主与进步运动”一起，在下一次政治选举中提出了一份共同名单。12月3日在罗马举行的国民议会批准了单一制道路的开始，并产生了皮埃特罗·格拉索所坚持的选举名单自由和平等。
尽管名单选举结果不佳，仅略高于门槛，但意大利左翼选举出三名众议员和一名参议员。因此，决定不清算该项目，希望在短时间内开始由皮埃特罗·格拉索宣布并得到第一条支持的自由和平等作为一个政党的组成阶段。可能在第二次国会后放弃了这份名单。
在政治发生的同一天，拉齐奥也发生了地区性的政治事件，根据第一条的意愿，自由和平等发现来自意大利左翼和可能的强烈反对，通过选举3.48%的议员来支持中左翼候选人尼古拉·津加雷蒂，并对区主席的再次当选起到了决定性作用。
另一方面，在伦巴第大区，自由和平等支持的大区主席候选人是奥诺里奥·罗萨蒂，他以2%的得票率没有超过门槛。
在莫利塞大区，自由和平等获得了3.29%的选票，而在弗留利-威尼斯朱利亚大区，意大利左翼不支持中左翼候选人。
同年秋天，尽管第一条邀请SI克服国会分歧，但国民议会中的SI注意到导致该党成立的道路陷入僵局，决定放弃自由和平等项目。它还希望在次年的欧洲议会选举之前创建一个新的激进左翼统一名单，批评第一条对民主党国会的过高兴趣。
2019年1月，SI接近所谓的自由和平等“自我召集”项目，该项目旨在建立一个左翼政党，恢复大多数追随者现在放弃的选举名单的脚步。
2月10日，在阿布鲁佐大区，SI与中左翼的其他政党一起支持乔瓦尼·莱尼尼。
2月24日，撒丁岛的地区也发生了同样的情况，支持中左翼候选人、卡利亚里前市长马西莫·泽达，而重建共产党和PCI支持记者温迪切·莱奇斯，他只获得了4528票，只占0.59%。

### 2019年欧洲议会选举
在左翼不同派系之间进行了数月的复杂谈判后，2019年4月8日，鉴于5月26日的欧洲选举，左翼的象征在罗马的基里诺剧院呈现，选举名单中除了主要的推动者外，还汇集了毛里奇奥·阿切尔博的重建共产党（带来他与欧洲左翼党的关系，这是参加选举所必需的嫁接，以避免收集签名）、èViva、南方党、另一个欧洲和齐普拉斯和社会主义趋同，但不包括SI在自由和平等项目中为前一年的政策提出的其他两个组成部分，即第一条，其候选人被列入尼古拉·津加雷蒂的民主党名单，以及可能，其代表欧洲绿党。
最终左翼联盟在欧洲议会选举结果令人失望（只有1.7%的选票）后，弗拉托安尼于6月1日在罗马意大利左翼国家领导会议结束时辞去了秘书长一职，这将被接受，SI主席克劳迪奥·格拉西被任命为代理秘书长，直到夏季后举行的新一届大会。

### 对孔特二期政府的支持和后续发展
在孔特一期政府倒台后，意大利左翼宣布支持孔特二期政府，与五星运动、民主党和第一条联手；该党还让自己的代表、前参议员、教育部副部长佩佩·德·克里斯托法罗一起加入了新政府。
在2020年1月26日的艾米利亚-罗马涅大区地方选举中，意大利左翼与第一条一起支持“艾米利亚-罗马涅勇敢”联盟达到3.7%，选出了两名地区议会议员（其中一人是SI成员）。
在2020年的议会补选中，中左翼得到了支持：在罗马，众议员由经济学家罗伯托·瓜蒂耶里（Roberto Gualtieri）候选，在那不勒斯，参议员由记者桑德罗·罗托洛（Sandro Ruotolo）候选。两位候选人都成功当选。
与此同时，左翼党代表大会于2020年3月20日至22日召开，随后由于2020年新冠肺炎疫情在意大利暂停。代表大会最终于2021年1月30日至31日召开。
在2020年9月20日和21日的托斯卡纳大区地方选举中，意大利左翼支持托斯卡纳左翼联盟中的大区主席候选人托马索·法托里，联手中左翼联盟之外的重建共产党和权力归人民。该联盟获得了2.86%的选票，未能超过托斯卡纳选举法的门槛。2020年9月20日和21日，在利古里亚大区，左翼支持大区主席候选人、《事实报》记者费卢奇奥·桑萨，并在由民主党-第一条（共同名单）、五星运动、欧洲绿党-民主团结-民主中心（共同名单）和费卢奇奥·桑萨主席公民名单组成的联盟中提供共同路线联盟（包括意大利左翼、可能和èViva）。共同路线联盟获得2.47%的选票，选举出一名地区议员，表示支持。在2020年普利亚大区地方选举，意大利左翼与其他政党组成了一份支持米克尔·埃米利亚诺的名单，名为普利亚团结和绿党。该名单获得了3.8%的选票，但由于普利亚大区的门槛是4%，因此未能进入地区议会。

### 第二届代表大会和反对德拉吉政府
由于新冠肺炎疫情，意大利左翼第二届代表大会于2021年1月30日和31日完全在线举行，这是意大利政党首次在网上举行。2月2日，新当选的国民议会再次选举尼古拉·弗拉托伊安尼为该党全国书记。在大会工作期间，提出了成立青年党青年左翼联盟（UGS）的提案。该党在国民议会上将正式发表意见。
2月14日，该党国民议会代表批准了国家秘书尼古拉·弗拉托伊安尼的最终安排，他向议员们提议投票反对对新成立的德拉吉政府的信任，使该党在议会中处于反对党地位；与此同时，意大利左翼重申“致力于在下一次政治选举和从下一次地方选举开始，继续与民主党和五星运动以及左翼势力、环保主义和公民主义建立联盟”。然而，就在同一天，尼古拉·弗拉托伊安尼以外剩余的两个意大利左翼议员洛雷达娜·德·佩特里斯和埃拉斯莫·帕拉佐托宣布对德拉吉政府投信任票，表示不同意该党的决定。2月17日，帕拉佐托宣布退党并加入民主党。
在决定反对政府后，三名前五星运动参议员加入了意大利左翼：埃蕾娜·法托里、葆拉·努涅斯和维尔吉尼娅·拉穆拉。
在2021年的地方选举中，意大利左翼在5个主要投票城市支持中左翼候选人，即罗马的罗伯托·瓜尔蒂耶里、米兰的贝佩·萨拉、那不勒斯的加埃塔诺·曼弗雷迪、都灵的斯特法诺·洛·卢索和博洛尼亚的马泰奥·莱波雷。
12月14日，通过保罗·琴托在《宣言报》中发表的一篇文章，该党的一些成员和领导人宣布退出该党。其中包括参议员洛雷达娜·德·佩特里斯，几天后她在接受同一家报纸的采访时证实了这一选择。

### 2022年大选，左翼和绿党联合
2022年1月8日，左翼的国家领导层表示支持与绿色欧洲签订“协商协议”。几天后，这两个组织的领导人提交了该协议。
在共和国总统选举期间，该党候选人路易吉·曼科尼与绿色欧洲议员一道，作为能够从生态意义上做出了有利于后者的宪法解释。在塞尔焦·马塔雷拉再次当选总统后，他也被意大利左翼呼吁，出于明确的制度原因，秘书尼古拉·弗拉托伊安尼要求民众回归投票，因为事实证明当下的政治已经无法满足国家的需求。
在2022年乌克兰危机期间，该党奉行和平主义立场，对外交解决和国际裁军持开放态度。在众议院，尼古拉·弗拉托伊安尼投票反对意大利政府向乌克兰军队运送武器以及向平民提供人道主义援助的提议（就在众议院对他的修正案进行逐点投票之前）。
2022年5月3日，参议员拉穆拉加入了新成立的C.A.L.（宪法、环境、工作）-共产党-IdV。另一方面，参议员努涅斯接近重建共产党：参议员艾蕾娜·法托里仍在SI注册。
2022年4月，第一条国家秘书处成员大卫·托佐提出了一项国会动议，与民主党的政治路线形成鲜明对比。次年5月18日，该党少数派离开该党，加入意大利左翼。
鉴于9月25日的早期政治选举，意大利左翼和绿色欧洲决定结盟。6月在行政办公室进行了实验后，7月26日，在罗马的电影之屋，绿党的联合发言人埃雷奥诺拉·埃维和安杰洛·博内利以及意大利左翼秘书尼古拉·弗拉托伊安尼赠送了红绿色代表绿党和左翼联盟的象征。这次的绿党和左翼联盟在众议院中获得3.63%的选票，其中12名当选众议员（6名来自绿色欧洲，4名来自意大利左翼，1名来自进步党和1名独立人士）组成自己的议会小组，在参议院中获得3.53%的选票。4名当选参议员（2名来自左翼，1名来自绿色和1名无党派人士）组成第十九届立法机构混合小组的一部分，朱塞佩·德·克里斯托法罗担任主席。
在2月12日至13日伦巴第大区的地区选举中，绿左联盟（AVS）支持皮埃尔弗朗切斯科·马约里诺，并通过选举一名配额为意大利左翼的地区议员奥诺里奥·罗萨蒂获得3.23%的选票。但在拉齐奥大区，联盟出现分裂，绿色欧洲和可能支持中左翼候选人阿莱西奥·达马托，而意大利左翼则组成了一个支持五星运动候选人多纳泰拉·比安基的名单，选举了一名独立议员，尽管意大利左翼表示支持，但投票率为1.2%。
在弗留利-威尼斯朱利亚的地区选举中，绿党和左翼联盟选出一名意大利左翼议员（塞雷娜·佩莱格里诺）。联盟在莫利塞大区选举、5月的行政选举和2023年特伦托自治省的省级选举中再次团结起来，选出了一名绿色欧洲议员。

### 2023-2024年，“未来的生活”第三届代表大会和AVS的成长
意大利左翼第三次代表大会于11月24日至26日在佩鲁贾举行，口号是“未来的生活”，多数动议是即将离任的秘书尼古拉·弗拉托伊安尼的未来权利，他获得了90%以上的共识；投票和授权设计该党新阶段的机构是权力审计委员会、政治委员会、选举委员会和法规委员会新当选的国民议会代表包括前DemA秘书兼那不勒斯副市长恩里科·帕尼尼、第一条前国家秘书和可能的国家秘书大卫·托佐。普利亚大区前主席尼基·文多拉以鼓掌方式当选为该党主席。
在2024年的地区选举中，AVS在撒丁岛和阿布鲁佐再次联合，这两个地方都是中左翼联盟执政。在撒丁岛上，AVS获得4.7%选票的名单选出了四名地区议员，其中一名来自意大利左翼。AVS以6.48%的得票率成为皮埃蒙特大区的第二支力量，该联盟将詹娜·蓬特内罗视为候选人，并选举了三名少数族裔议员，其中两名是意大利左翼议员，一名是可能议员。
在2024年欧洲议会选举之际，意大利左翼虽然仍是AVS的一部分，但与我们能和不屈法国领导的欧洲运动现在人民的其他成员党和对话者签署了一项协议，以达成左翼的共同宣言，即在AVS在欧洲议会获得6.78%和6个席位后，意大利左翼成为为意大利现在人民的成员。在6名当选的AVS欧洲议会议员中，在意大利左翼配额中以独立身份当选的两人伊拉里娅·萨里斯和明莫·卢卡诺将属于左派。AVS在意大利地方选举中在几个城市共同运作，在贝加莫和坎波巴索（6%和两名当选）、摩德纳（7%和两名当选）、佛罗伦萨（5.4%和三名当选），卡利亚里（6.7%和三名当选）和萨萨里（8%和三名当选）取得了最好的成绩。

## 理念
该党支持左翼立场，其意识形态基本上可以追溯到民主社会主义、生态社会主义和反紧缩，特别关注工人权利、社会、人权和公民权利、环境权利、民主和福利。
根据其章程，“意大利左翼是一个代表工作的协会[…]，与和平与反法西斯运动有着不可分割的联系。它为建立一个基于社会平等、尊重环境的社会而奋斗。其目标是全面执行宪法，建立一个民主和法治的社会国家，坚信所有人的自由是每个人自由的条件，而不是限制。”

### 工作和社会政策
该党强烈支持减少同工同酬的工作时间，引入最低工资（每小时至少10欧元），并引入代表权法，以打击剥削和促进良好就业，目的是重建劳资关系和政治代表权。
它支持增加对公共卫生和公共教育（从幼儿园到大学）的投资，并谴责强烈的私有化。
它建议为所有人设立免费的基础心理专家，在学校提供心理支持服务，开展宣传活动和结构性投资以保护心理健康，使心理健康成为“所有人都有保障和可获得的权利”。
它还提出了提高教师工资、打击不稳定就业的政策、免费公立幼儿园、减少每班学生人数、为学童提供免费教科书、免费公立大学（逐步取消学生学费，重塑对学习权的地区税）、禁止无薪实习、打击年轻人移民国外的政策以及增加对科研的投资。
它建议引入有保障的最低收入，以消除“贫困、社会绝望和不稳定”（例如被认为有利的公民收入）。
为了减少工作场所的死亡人数，它建议进行更多的检查和控制，不断进行工作安全培训，签订保证稳定性的合同，减少工作时间。
为了消除性别刻板印象、性别暴力和恐同症，它建议开展具体的宣传活动，在学校开设性教育和情感教育课程，以及关于尊重和差异的教育；为“自由收入”提供资金，投资于协会和反暴力中心，以“建立一个没有父权制和强加宗教遗产的社会”。
它还主张为父母双方提供强制性和平等的育儿假，以确保在工作中实现更大的性别平等。

### 经济和商业
意大利左翼党提议对大额资产征收财富税（“富人税”），以重新分配财富，使“拥有这么多的人付出很多，拥有很少的人付出更少”。这是通过取消IMU（自有市政税）和印花税来实现的，取而代之的是对每个人的大额净资产征收单一的累进税，以获得数百亿欧元用于医疗、教育、免费托儿所、养老金和公共交通。
它还主张引入反搬迁法，打击避税天堂，降低现金使用门槛，并逐步用电子支付方式（消除银行手续费）取代现金使用，以打击逃税（追回数千亿欧元）和黑手党。

### 公民权利
该党强烈支持安乐死合法化，大麻合法化（主要是为了打击犯罪），LGBT权利，引入属地主义，日间医院药物流产，代孕（支持、利他和受监管），并在警察制服上引入识别码，以防止他们对平民进行非法行为（如滥用权力）。
关于LGBT权利，该党建议：同性伴侣（和单身人士）的平等婚姻和收养合法化，禁止回转治疗，禁止对双性儿童进行医学上不必要的手术，制定一项反对同性恋恐惧（和习惯主义）的法律。

### 环境
该党坚决支持环境正义，并认为应对气候变化的生态转型必须通过在国际层面采取各种形式的环境税收、经济和生产周期的脱碳、取消使用化石燃料的直接和间接激励措施、投资可再生能源以及加强公共交通及其对35岁以下人群的免费使用来实现。

### 移民
该党除了支持给予在意大利出生和长大的普通外国人的未成年子女公民身份，即属地主义，还赞成及时在海上营救难民，接待和融合他们，使他们正规化以承认“隐形”，并建立国际人道法走廊。

### 国防
该党支持和平主义、欧洲主义、国家在军事防御上的低支出、共同的欧洲军队、外交作为解决国家间争端的手段，以及理想的全球裁军。

### 民主
该党提议禁止私人资助政党和协会，以防止它们“在政治上变得软弱、被勒索，并且只能满足富有的值班贷款人的要求”。它也反对外国资助政客，它还提出了比例代表制选举法和“离任”本地人在家中投票的权利。

## 组织结构

### 国家组织

#### 书记
- 尼古拉·弗拉托伊安尼（2021年2月21日就任）[2]

#### 主席
- 尼基·文多拉（2023年11月26日就任）[1]

### 议会党团主席

#### 众议院党团主席
- 马尔科·格里马尔迪（2022年10月27日就任）

#### 参议院党团主席
- 朱塞佩·德·克里斯托法罗（2022年10月18日就任）

### 大区书记
- 皮埃蒙特大区：菲安梅塔·罗索
- 伦巴第地区：保罗·马泰乌奇
- 弗留利-威尼斯朱利亚：塞巴斯蒂亚诺·巴丁
- 利古里亚大区：卡拉·纳特罗
- 艾米利亚-罗马涅大区：弗尔图纳托·斯特拉曼迪诺利
- 托斯卡纳大区：达里奥·当蒂
- 翁布里亚大区：法比奥·巴尔卡伊奥利
- 马尔凯大区：焦尔焦·桑塔内利
- 拉齐奥大区：达尼洛·科森蒂诺
- 阿布鲁佐大区：丹尼埃尔·里凯利
- 坎帕尼亚大区：托尼诺·斯卡拉
- 普利亚大区：柯西莫·达米亚诺·迪·莱尔尼亚
- 卡拉布里亚大区：费尔南多·皮尼亚塔罗
- 西西里大区：皮埃尔保罗·蒙塔尔托
- 撒丁大区：克里斯蒂安·洛奇

### 青年组织
左翼青年联盟（UGS）是意大利民主社会主义青年组织。成立于2020年7月，是一个组织层面的自治团体，事实上构成了意大利左翼的青年组织，其成员年龄在13至29岁之间。在组织层面，它有区域协调员和一名国家秘书。截至2021年1月，该组织在意大利各地似乎有约150名成员。2021年8月1日至8日，UGS在蒙塔尔托-迪卡斯特罗举办了第一个国家营地，名为“左翼营”。

## 代表大会
- 第一届成立大会，里米尼，2017年2月17日至19日
- 第二届代表大会-一个公正的世界有一颗红色和绿色的心-Zoom，2021年1月30日至2月2日（因冠状病毒疫情而在线举行）
- 第三届代表大会-未来的生活-佩鲁贾，2023年11月24日至26日

## 单一议题大会
- 新提案：为2018年议会选举推出自由和平等联盟（含第一条和可能）：2017年12月3日，罗马
- 我们与您同在-反对自由主义，反对种族主义：2019年欧洲议会选举的左翼（与重建共产党联合）启动名单：罗马，2019年4月14日
- 新能源：2022年大选绿党和左翼联盟（与绿色欧洲）候选名单发布：2022年7月2日，罗马
- 欧洲更好的气候：绿党和左翼联盟（与绿色欧洲）2024年欧洲议会选举候选名单发布：2023年11月5日，罗马

## 国家聚会
- Sprint-意大利左翼的新能量：佩斯卡拉，2016年9月1日至4日
- Riscatto-南部节：巴列塔，2017年9月7日至10日
- 平等-如何以及为什么节：雷焦艾米利亚，2017年9月20日至24日
- ProXima-99%的节日：都灵，2017年9月26日至10月1日
- ProXima：都灵，2018年9月11日至16日
- Uscirne Insiem：雷焦艾米利亚，2020年10月8日至11日
- ProXima：米兰，2021年9月8日至12日
- ProXima：塞斯托-菲奥伦蒂诺、萨勒诺、佩鲁贾和巴列塔，2023年9月13日至17日
- ProXima：都灵、米兰和巴列塔，2024年9月18日至22日

## 党员数量
- 2017年：19,346人
- 2022年：4,573人
- 2023年：5,336人[28]

## 外部連結
- Official website （页面存档备份，存于）
- Parliamentary group in the Chamber of Deputies – official website （页面存档备份，存于）
- Website of SI's constituent assembly, Cosmopolitica
- Complete recording of the first day of Cosmopolitica （页面存档备份，存于） from Radio Radicale
- Complete recording of the third day of Cosmopolitica （页面存档备份，存于） from Radio Radicale